# Comuna de Grodziec
Grodziec (polaco: Gmina Grodziec) é uma gminy (comuna) na Polónia, na voivodia de Grande Polónia e no condado de Koniński. A sede do condado é a cidade de Grodziec.
De acordo com os censos de 2004, a comuna tem 5251 habitantes, com uma densidade 44,6 hab/km².

## Área
Estende-se por uma área de 117,72 km², incluindo:
- área agricola: 56%
- área florestal: 37%

## Demografia
Dados de 30 de Junho 2004:
|                      | Total   | Total | Mulheres | Mulheres | Homens  | Homens |
| -------------------- | ------- | ----- | -------- | -------- | ------- | ------ |
|                      | pessoas | %     | pessoas  | %        | pessoas | %      |
| População            | 5251    | 100   | 2649     | 50,4     | 2602    | 49,6   |
| Densidade (pop./km²) | 44,6    | 100   | 22,5     | 22,5     | 22,1    | 22,1   |

De acordo com dados de 2002, o rendimento médio per capita ascendia a 1289,05 zł.

## Subdivisões
- Biała, Biała-Kolonia, Biskupice, Bystrzyca, Czarnybród, Grodziec, Janów, Junno, Królików, Królików Czwarty, Lądek, Łagiewniki, Nowe Grądy, Stary Borowiec, Stara Ciświca, Stare Grądy, Wielołęka, Zaguźnica.

## Comunas vizinhas
- Blizanów, Chocz, Gizałki, Rychwał, Rzgów, Stawiszyn, Zagórów